# Undertow (албум на Тул)
Undertow е дебютният пълнометражен албум на американската рок и метъл група Tool. Според Allmusic Undertow е помогнал на хевиметълът да остане модерен и популярен музикален жанр. Албумът също е помогнал на дадена съвкупност от групи да се популяризират. Undertow е пуснат в продажба точно когато грънджът е бил на върха на своята популярност, а поп пънкът е започвал да се популяризира.. Албумът е сертифициран като двойно платинен от RIAA на 14 май 2001 г.. Към 7 юли 2010 г. Undertow е продал 2 910 000 копия в САЩ.
Албумът е записан между октомври и декември 1992 г. в студиото Гранд Мастър в Холивуд, Калифорния от Силвия Маси. Някои от песните в албума са песни, които групата е решила да не пуска в първото си EP – Opiate.

## Песни
| 1.    | Intolerance   | 4:54  |
| 2.    | Prision Sex   | 4:56  |
| 3.    | Sober         | 5:06  |
| 4.    | Bottom        | 7:14  |
| 5.    | Crawl Away    | 5:29  |
| 6.    | Swamp Song    | 5:31  |
| 7.    | Undertow      | 5:21  |
| 8.    | 4º            | 6:02  |
| 9.    | Flood         | 7:45  |
| 10.   | Disgustipated | 15:47 |
| 68:08 |               |       |

## Изпълнители
Tool
- Дани Кери – барабани (споменат като „Membranophones“)
- Мейнърд Джеймс Кийнън – вокали (споменат като „Mostresticator“)
- Адам Джоунс – китара (споменат като „Bastardometer“)
- Пол Ди Амор – бас китара (споменат като „Bottom Feeder“)

Гости
- Хенри Ролинс – гост вокали в песента „Bottom“

Продукция
- Статик – програмиране в „Disgustipated“
- Силвия Маси – звукозаписен продуцент
 и аудио миксиране
- Рон Гермейн – аудио миксиране[3]